# Chthonius prove
Chthonius prove es una especie de arácnido  del orden Pseudoscorpionida de la familia Chthoniidae.

## Distribución geográfica
Se encuentra en Serbia y Montenegro.